# Луций Виселий Варон
Вижте пояснителната страница за други личности с името Варон.
Луций Виселий Варон (на латински: Lucius Visellius Varro) е политик и сенатор на ранната Римска империя.

## Биография
Той е син на Гай Виселий Варон (суфектконсул 12 г.).
През 24 г. Варон е консул заедно с Сервий Корнелий Цетег. Същата година той обвинява Гай Силий Авъл Цецина Ларг в изнуда и Силий се самоубива преди присъдата.